# Кананаскіс-Кантрі
Кананаскіс-Кантрі (англ. Kananaskis Country) — це багатофункціональна територія, розташована на захід від Калгарі у передгір'ях та передніх діапазонах Канадських Скелястих гір, Альберта, Канада. Його західний край межує з національним парком Банф і кордоном між Альбертою та Британською Колумбією. Свою назву регіон отримав завдяки річці Кананаскіс, яка була названа Джоном Паллісером у 1858 на честь легендарних корінних народів Крі. Кананаскіс-Кантрі було засновано урядом Альберти у 1978, щоб забезпечити різноманітність видів використання та призначення землі, Канаскіс-Кантрі займає приблизно 4 000 км2 (1 500 миля2). Використання землі включає видобуток ресурсів (дерева, худоби, води, нафти і газу), відпочинок, генерація електрики та житлові квартали. Призначення землі включає громадську землю і захищені області.

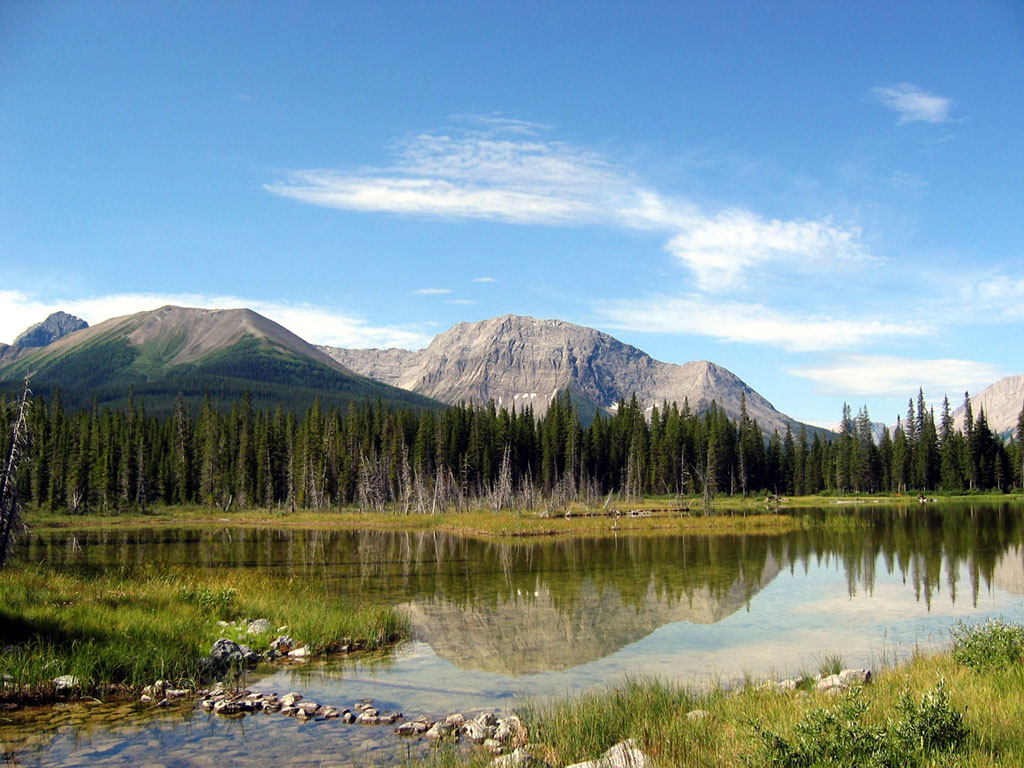
Провінційний парк Пітера Логіда

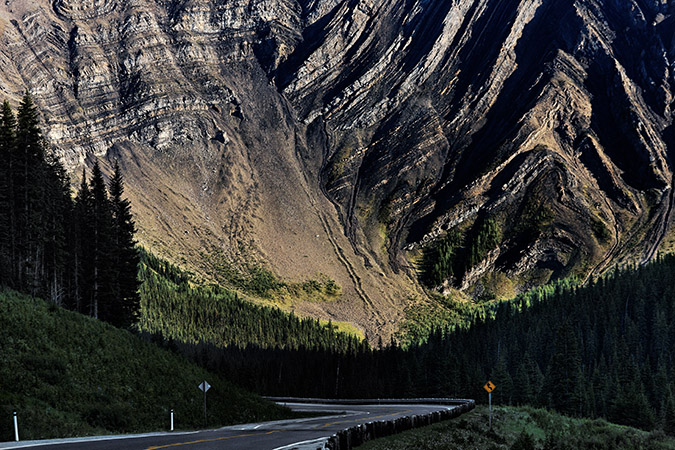
Шосе 40 у Кананаскіс-Веллі, Альберта

## Історія й адміністрування
Наприкінці XIX-го та на початку XX-го сторіччя розвинулося комерційне використання рубки дерев, гідроелектричної розробки та видобутку вуглю на західних схилах Скелястих гір, включаючи теперішній регіон Кананаскіс. Коли контроль над природними ресурсами і коронними землями було передано Альберті з федеральної відповідальності у 1930, природні ресурси провінції вважалися джерелом значного багатства, яке залишалося б у провінції. Це призвело до більш комерційного використання та створення провінційної системи парків. Туризм та розважальний попит також збільшилися після Другої світової війни.
Збільшення розважального використання, особливо після завершення промислових під'їзних шляхів, призвело до серйозних проблем з навколишнім середовищем в області східних схилів. Ефекти на навколишньому середовищі від нафтової індустрії та видобутку вуглю також спричиняли проблеми, які треба було мінімізувати. Захист навколишнього середовища, включаючи важливість захисту та регулювання потоку течії, став викликати занепокоєння, які спричинили до відкриття Кананаскіс-Кантрі, основним наміром якого було забезпечення рекреаційних можливостей, збалансованих із захистом ресурсів та комерційними інтересами.
Кананаскіс-Кантрі офіційно відкрив прем'єр-міністр Альберти Пітер Логід у вересні 1978 року. Хоча Кананаскіс-Кантрі часто помилково вважають одним парком, вона складається з кількох провінційних парків, провінційних парків дикої природи, провінційних областей розважання, екологічного заповідника і коронних земель і передбачає різні варіанти використання, які включають розважання, туризм, індустрію та збереження. Однак, Основна причина заснування Кананаскіс-Кантрі — це призначення рекреаційних занять. Субрегіональний інтегрований план ресурсів Кананаскіс-Кантрі гарантує, що усі діяльності заплановані, а об'єкти розроблені для пріоритезації збереження та захисту навколишнього середовища. Не усі області Кананаскіс-Кантрі підпадають під однакові заходи захисту, кожна область має свої власні дозволені діяльності.Основний (регіональний) офіс парків Кананаскіс розташований у Кенморі.
Округ поліпшення No. 5 (Кананаскіс), який на більшій частині своїх кордонів межує з Кананаскіс-Кантрі, — це муніципальний регіон, який надає послуги місцевого уряду та муніципальні послуги, включаючи пожежну охорону, службу швидкої допомоги, поводження зі сміттям, воду, каналізацію, збір податків та ліцензування бізнесів. Муніципальний офіс Округу поліпшення Кананаскіс розташований у селі Кананаскіс.

## Розважання і туризм

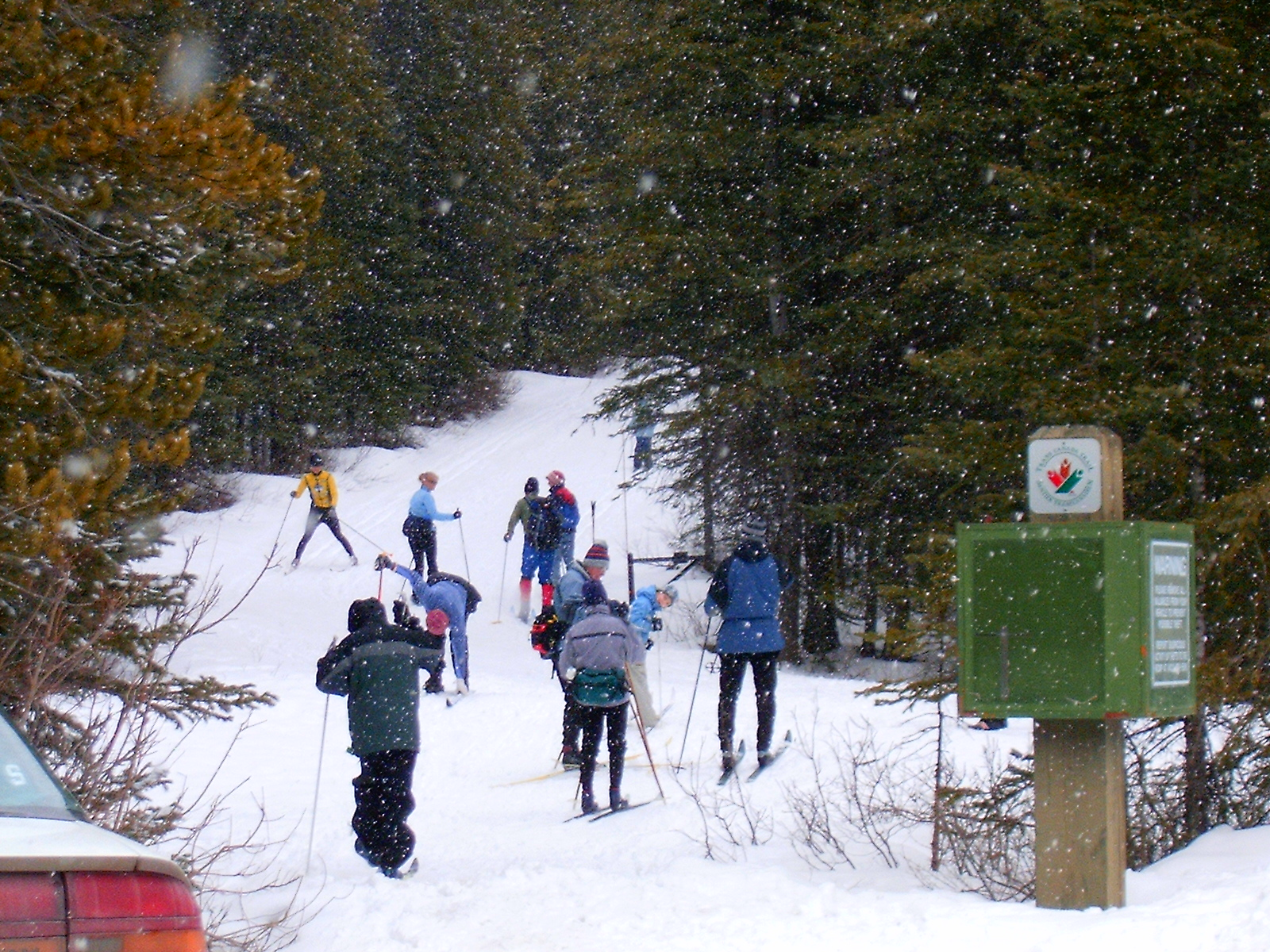
Катання на бігових лижах у Кананаскісі

Хоча Кананаскіс-Кантрі — це багатофункціональна область, її було відзначено для відпочинку та туризму. Одна з причин заснування області — щоб «зменшити затори в національних парках і надати більше можливостей для відпочинку альбертянам»
Розважальні об'єкти в Кананаскісі включають кілька кемпінгів, поле для гольфу, готель, курортне ранчо, дві гірськолижні зони (Накіска, яка приймала змагання з гірськолижного спорту та фрістайлу під час Зимових Олімпійських ігор 1988 і Гірський курорт Фортеця і змагальна область лижних перегон, Скандинавський центр Кенмора), які може використовувати публіка. Скандинавський центр Кенмора був місцем проведення змагань з бігових лиж під час Зимових Олімпійських ігор 1988. Більшість розробок відбувається в межах Провінційного парку Пітера Логіда і вздовж коридору шосе 40, який іде паралельно з річкою Кананаскіс. Кананаскіс має багато кілометрів ходьби, лижних перегон і кінних доріг. Інші діяльності, популярні в Кананаскісі, включають гірський велосипедизм, скремблінг, скелелазіння, спортивні походи, полювання та рибальство.

## Парки й інші області

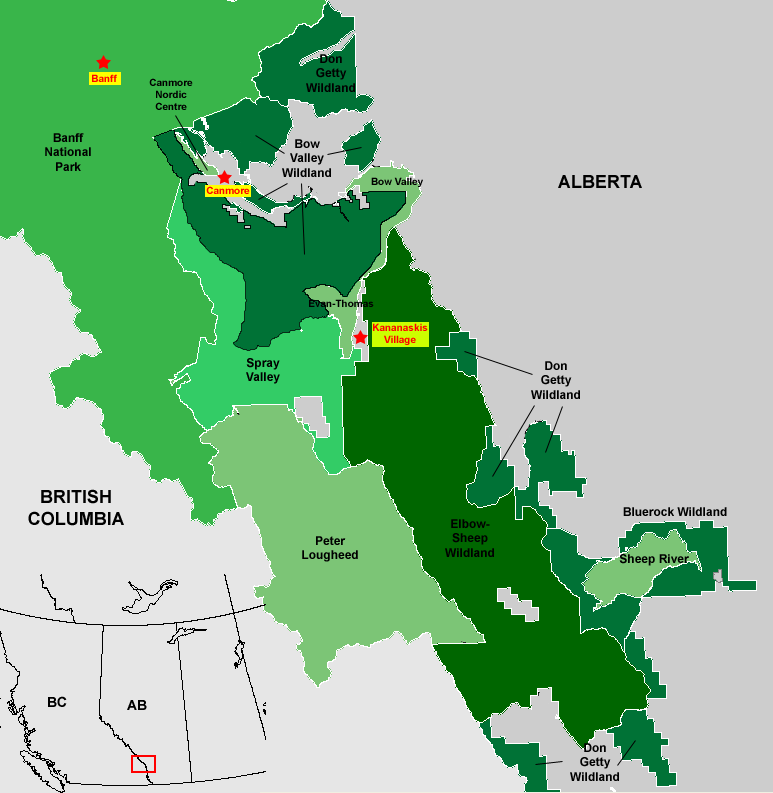
Протяжність та розташування парків у Кананаскіс-Кантрі

Кананаскіс-Кантрі містить п'ять провінційних парків, чотири провінційні парки дикої природи, один екологічний заповідник, кілька провінційних областей відпочинку, чотири громадські зони землекористування та дві громадські рекреаційні стежки. Кожне з цих цільових призначень має різну мету, різні рівні захисиу, різні дозволені активності і різні пріоритети управління. Ці області або призначення включають:

### Провінційні парки
- Провінційний парк долини Боу[en]
- Скандинавський центр Кенмора[en]
- Провінційний парк Пітера Логіда[en]
- Провінційний парк Овечої річки[en]
- Провінційний парк Спрей-Веллі[en]

### Провінційні парки дикої природи
- Провінційний парк Блурок[en]
- Провінційний парк дикої природи долини Боу[en]
- Провінційний парк Дона Гетті[en]
- Провінційний парк Елбоу-Шіп[en]

### Інші області
- Екологічний заповідник Гора плато

Спеціальні області у Кананаскіс-Кантрі, які є формально парками або екологічними заповідниками вкллючають область коридору Боу, область долини річки Елбоу, провінційну область розважання Івана-Томаса, області Гайвуд / Катаракт, провінційну область розважання Сентинел, провінційну область розважання Стоні Крік, область розважання Полуниця та область Сіббалд (провінційна область розважання озера Сіббалд, провінційна область розважання Ставок лук Сіббалд).

### Області громадського землекористування
Кананаскіс-Кантрі включає чотири області коронної землі (також відома як провінційна або громадська земля), що називаються зонами громадського землекористування (скорочено PLUZ від англ. Public Land Use Zones). Найбільшою з них є Зона громадського землекористування Кананаскіс-Кантрі, яка займає більше чверті землі Кананаскіс-Кантрі. Іншими зонами громадського землекористування є Сіббалд, Катаракт Крік та Маклін Крік. Зони землекористування не включають провінційні парки або провінційні робласті розважання. Кожна зона громадського землекористування управляється по-різному, але дозволені види діяльності можуть включати випас худоби, пастбище, видобуток, дослідження та виробництво нафти і газу, вирубка лісу, трубопроводи, вирощування або комерційні рекреаційні операції. Розважальні використання, такі як кемпінг, маунтенбайк, полювання, пішохідний туризм, катання на конях і катання на лижах дозволені з певними оббмеженнями. Катання на моторизованому транспорті дозволяється в усіх зонах, окрім зони громадського землекористування Кананаскіс-Кантрі.
Дві громадські наземні рекреаційні стежки, які фактично є дорогами, включені, щоб дозволити катання на моторизованому транспорті: лісова рекреаційна стежка Форд-Крік-Джампінгпаунд і громадська рекреаційна зона Мала петля Елбоу

## Природне середовище
Два основних ландшафти складають регіон: суворі, високі гірські вершини на заході, які включають альпійську, субальпійську та високогірну зони, та нижні, пагорбисті передгір'я. Між цими двома регіонами розташована перехідна зона з характеристиками і гір, і передгір'я. Кананаскіс-Кантрі є джерелом декількох річок, включаючи річку Кананаскіс, річку Елбоу, Гайвуд (річка), овечу річку та річку Лівінгстон.
Основні види диких тварин включають гризлі, ведмеді барибали, пуми, товстороги, пискухи, вапіті, лосі, вовки, американські олені чорнохвості, американські олені білохвості і беркути. Значний рослинний світ включає ялину Енгельмапа, ялицю пухнастонасінну, модрину альпійську, сосну білокору, сосну скручену, шефердію канадську, білу смереку, псевдотсугу Мензіса, кострицю гірську шорстку і бальзамічну тополю. Риба, знайдена у Кананаскіс-Кантрі включає форель райдужну, форель струмкову, палію американстку, лосось Кларка, бичачу форель, озерну форель, харіус сибірський і гірський сиг.

## Спеціальні об'єкти
Станція дослідження екології та довкілля калгарського університету розташований неподалік від бар'єрного озера. Літній табір «Tim Horton Children's Foundation» також знаходиться в цій області. Літній табір християнської асоціації для юнаків, Camp Chief Hector, розташований поряд з трансканадським шосе біля з'їзду 114. Вільям Ватсон Лодж, об'єкт для людей з інвалідністю, людей похилого віку та їхніх сімей розташований у провінційному парку Пітера Логіда.

## Доступ
До Кананаскіс-Кантрі можна потрапити кількома дорогами. Деякі з них закриті в певні сезони:
- Шосе 40[en], сегмент шосе Біггорну відстанню 66 км (41 миля)
- Шосе 66[en], шосе відстанню 28 км (17 миля)
- Шосе 68[en], частково гравійне шосе відстанню 42 км (26 миля), що походить від Трансканадського шосе (шосе 1)
- Шосе 546, на заході від Тернер-Веллі
- Шосе 549 на заході від Мілларвілла[en]

У червні 2021, уряд Альберти реалізував плату за усі персональні та комерційні автомобілі, що зупинялися у Кананаскіс-Кантрі. Ця плата, відома як природоохоронний абонемент, призначена для забезпечення більшої кількості заходів щодо збереження та безпеки, та для покращення послуг і зручностей. Плата не застосовується до автомобілів, що під'їжджають до зони землекористування Маклін Крік, в якій можна займатися моторизованим відпочинком.

## 28-й саміт G8
26 червня та 27 червня 2002 року, в Кананаскіс-Кантрі проходив 28-й саміт G8. Цей щорічний самій відбувся у селі Кананаскіс у Курорті Кананаскіс (також відомому як «Дельта Лодж в Кананаскіс»). Це був другий раз, коли Канада використовувала лодж для проведення саміту G8, після свого інавгураційного 7-го саміту G7 у Монтебелло, Квебек в 1981. Поки що це єдиний саміт G8, що відбувся у західній Канаді. Конференція 2002 року влила в економіку Кананаскіса та Альберти близько $300 млн.; однак, безпека коштувала платникам податків понад 200 мільйонів доларів.

## Клімат
Кананаскіс переживає субарктичний клімат (Класифікація кліматів Кеппена Dfc).
| Клімат КАНАНАСКІС 1981-2010                | Клімат КАНАНАСКІС 1981-2010 | Клімат КАНАНАСКІС 1981-2010 | Клімат КАНАНАСКІС 1981-2010 | Клімат КАНАНАСКІС 1981-2010 | Клімат КАНАНАСКІС 1981-2010 | Клімат КАНАНАСКІС 1981-2010 | Клімат КАНАНАСКІС 1981-2010 | Клімат КАНАНАСКІС 1981-2010 | Клімат КАНАНАСКІС 1981-2010 | Клімат КАНАНАСКІС 1981-2010 | Клімат КАНАНАСКІС 1981-2010 | Клімат КАНАНАСКІС 1981-2010 | Клімат КАНАНАСКІС 1981-2010 |
| Показник                                   | Січ.                        | Лют.                        | Бер.                        | Квіт.                       | Трав.                       | Черв.                       | Лип.                        | Серп.                       | Вер.                        | Жовт.                       | Лист.                       | Груд.                       | Рік                         |
| Абсолютний максимум, °C                    | 19,0                        | 18,0                        | 20,5                        | 26,1                        | 29,5                        | 31,1                        | 34,5                        | 33,3                        | 31,0                        | 27,2                        | 19,5                        | 16,1                        | 34,5                        |
| Середній максимум, °C                      | −0,3                        | 1,3                         | 4,5                         | 9,4                         | 14,4                        | 18,3                        | 22,1                        | 21,6                        | 16,5                        | 10,4                        | 2,8                         | −1                          | 10,0                        |
| Середня температура, °C                    | −6,1                        | −4,7                        | −1,6                        | 3,2                         | 7,7                         | 11,4                        | 14,5                        | 13,8                        | 9,4                         | 4,5                         | −2,3                        | −6,2                        | 3,6                         |
| Середній мінімум, °C                       | −11,7                       | −10,7                       | −7,7                        | −3,1                        | 0,9                         | 4,5                         | 6,8                         | 6,0                         | 2,2                         | −1,5                        | −7,3                        | −11,4                       | −2,7                        |
| Абсолютний мінімум, °C                     | −45,6                       | −43,5                       | −40,6                       | −31,1                       | −21,7                       | −8,3                        | −2,5                        | −4                          | −14                         | −29                         | −37                         | −42,2                       | −45,6                       |
| Середня кількість сонячних годин на місяць | 63,9                        | 101,8                       | 155,4                       | 171,2                       | 205,7                       | 217,1                       | 250,7                       | 228,9                       | 166,2                       | 133,7                       | 69,2                        | 47,9                        | 1811,7                      |
| Норма опадів, мм                           | 21.2                        | 21.0                        | 40.7                        | 55.4                        | 88.5                        | 119.4                       | 64.9                        | 70.8                        | 72.8                        | 39.0                        | 26.7                        | 18.9                        | 639.4                       |
| Днів з опадами                             | 7,0                         | 6,7                         | 9,6                         | 10,2                        | 13,1                        | 14,9                        | 12,7                        | 13,1                        | 11,4                        | 8,9                         | 7,5                         | 6,3                         | 121,1                       |
| Днів з дощем                               | 0,63                        | 0,22                        | 1,2                         | 3,8                         | 10,8                        | 14,8                        | 12,7                        | 13,0                        | 10,2                        | 5,0                         | 1,4                         | 0,50                        | 74,2                        |
| Днів зі снігом                             | 6,4                         | 6,5                         | 8,7                         | 7,9                         | 3,9                         | 0,23                        | 0                           | 0,19                        | 2,3                         | 5,5                         | 6,8                         | 5,9                         | 54,2                        |
| ------------------------------------------ | --------------------------- | --------------------------- | --------------------------- | --------------------------- | --------------------------- | --------------------------- | --------------------------- | --------------------------- | --------------------------- | --------------------------- | --------------------------- | --------------------------- | --------------------------- |

## Галерея

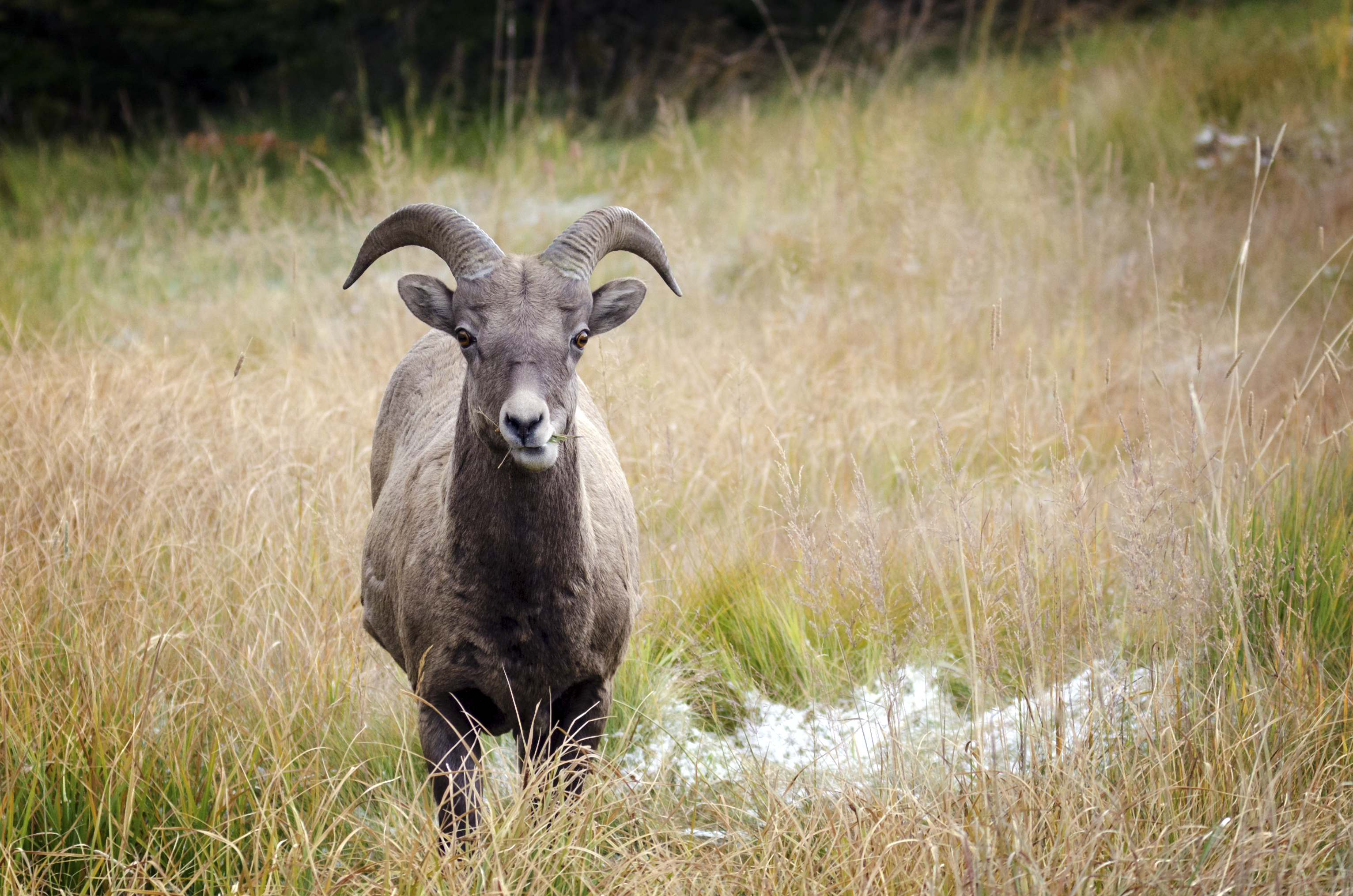
Товсторіг у Кананаскісі
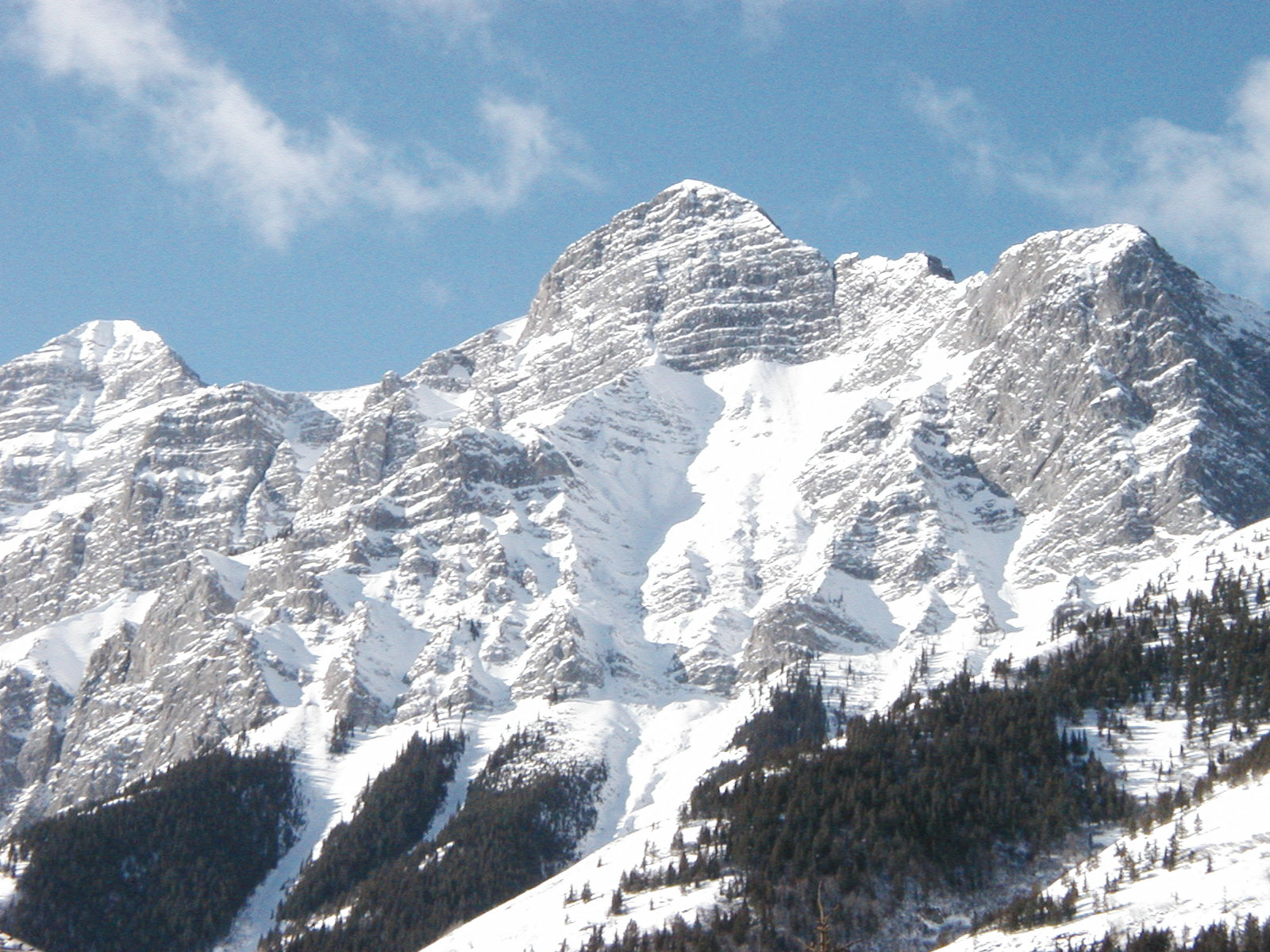
Вид із села Кананаскіс на гору Кідд[en]
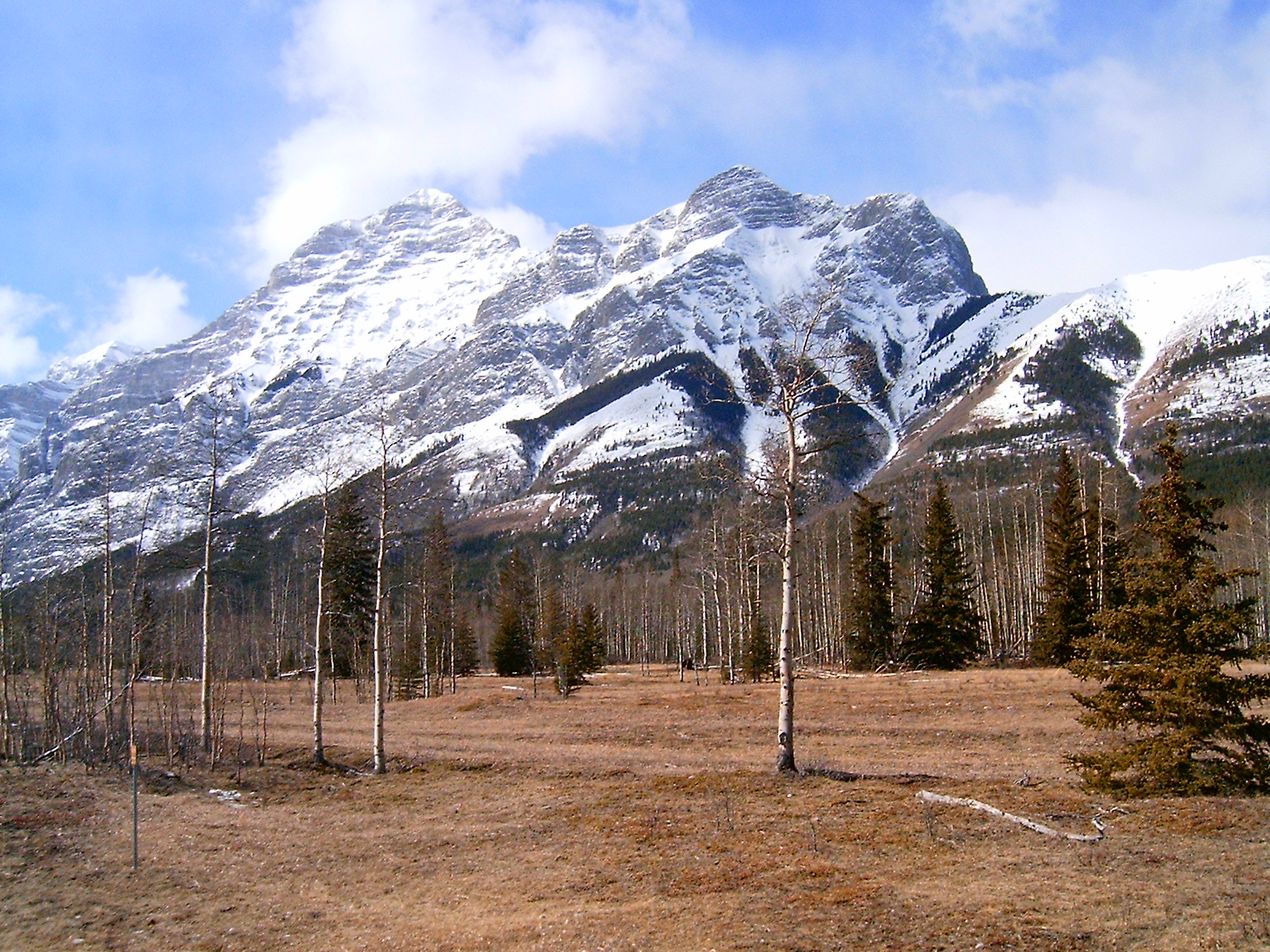
Кананаскіс-Кантрі
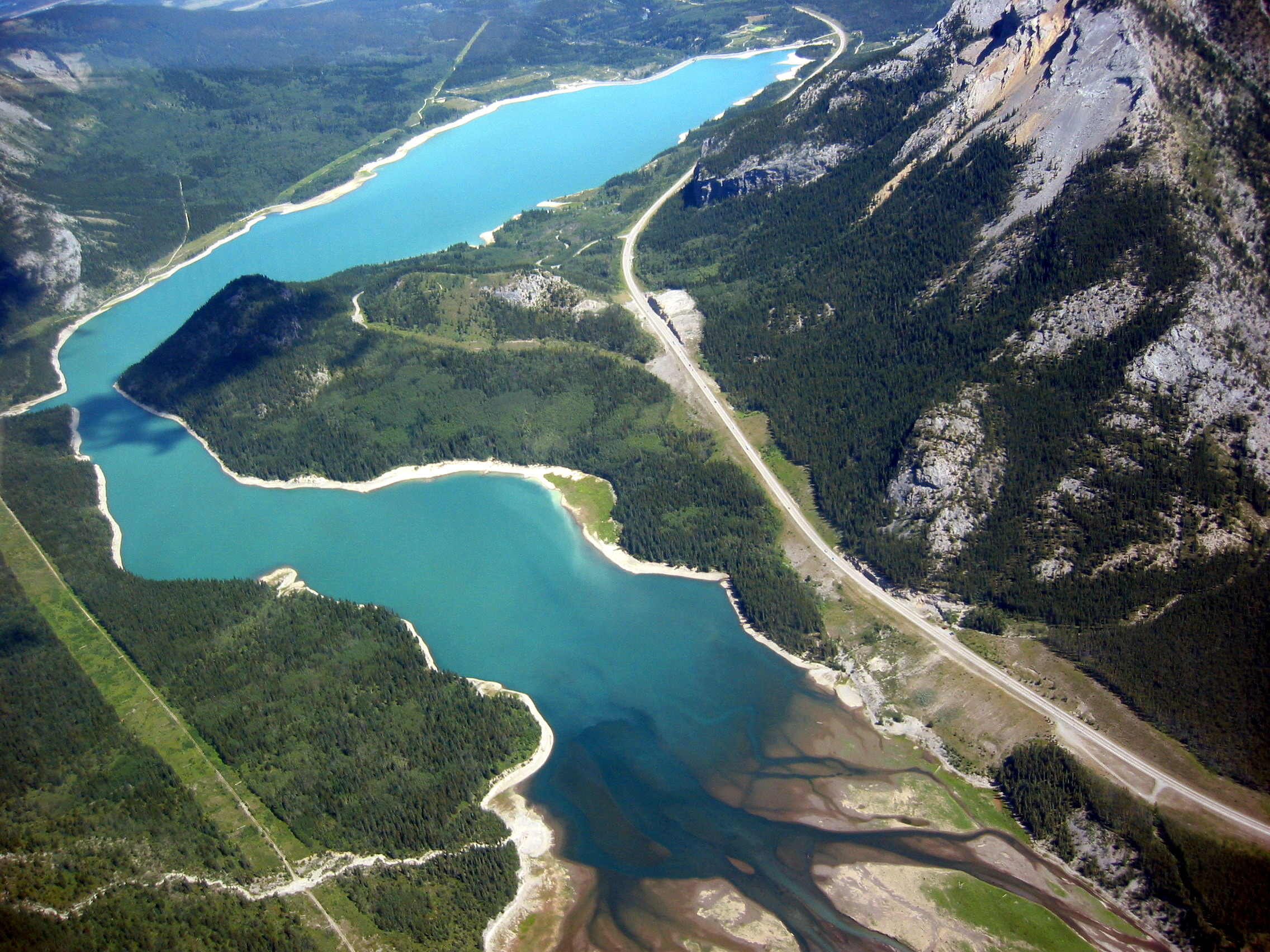
Бар'єрне озеро
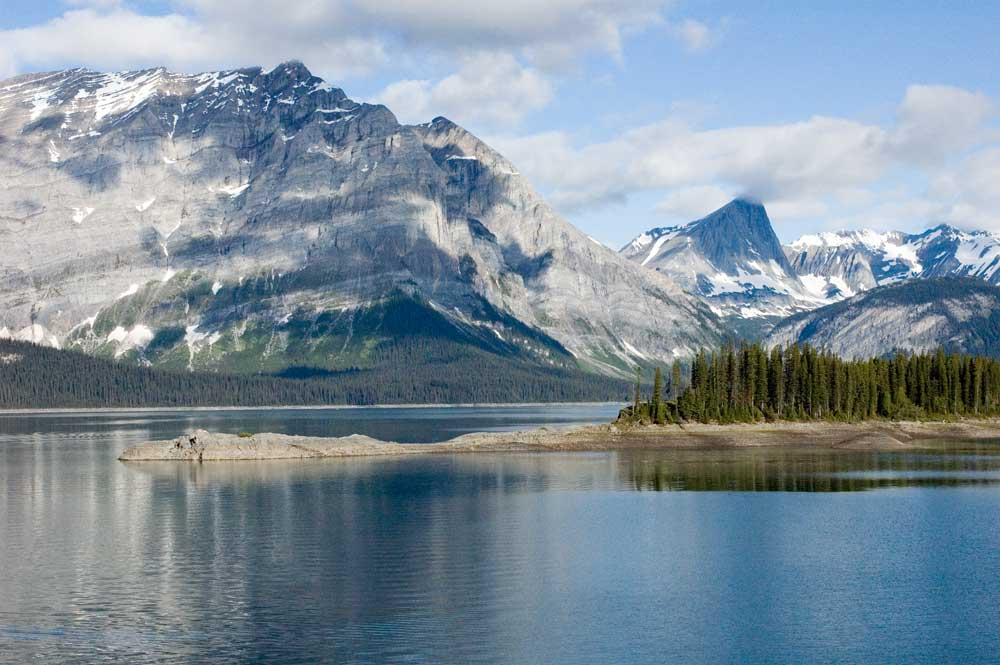
Верхнє озеро Кананаскіс у провінційному парку Пітера Логіда
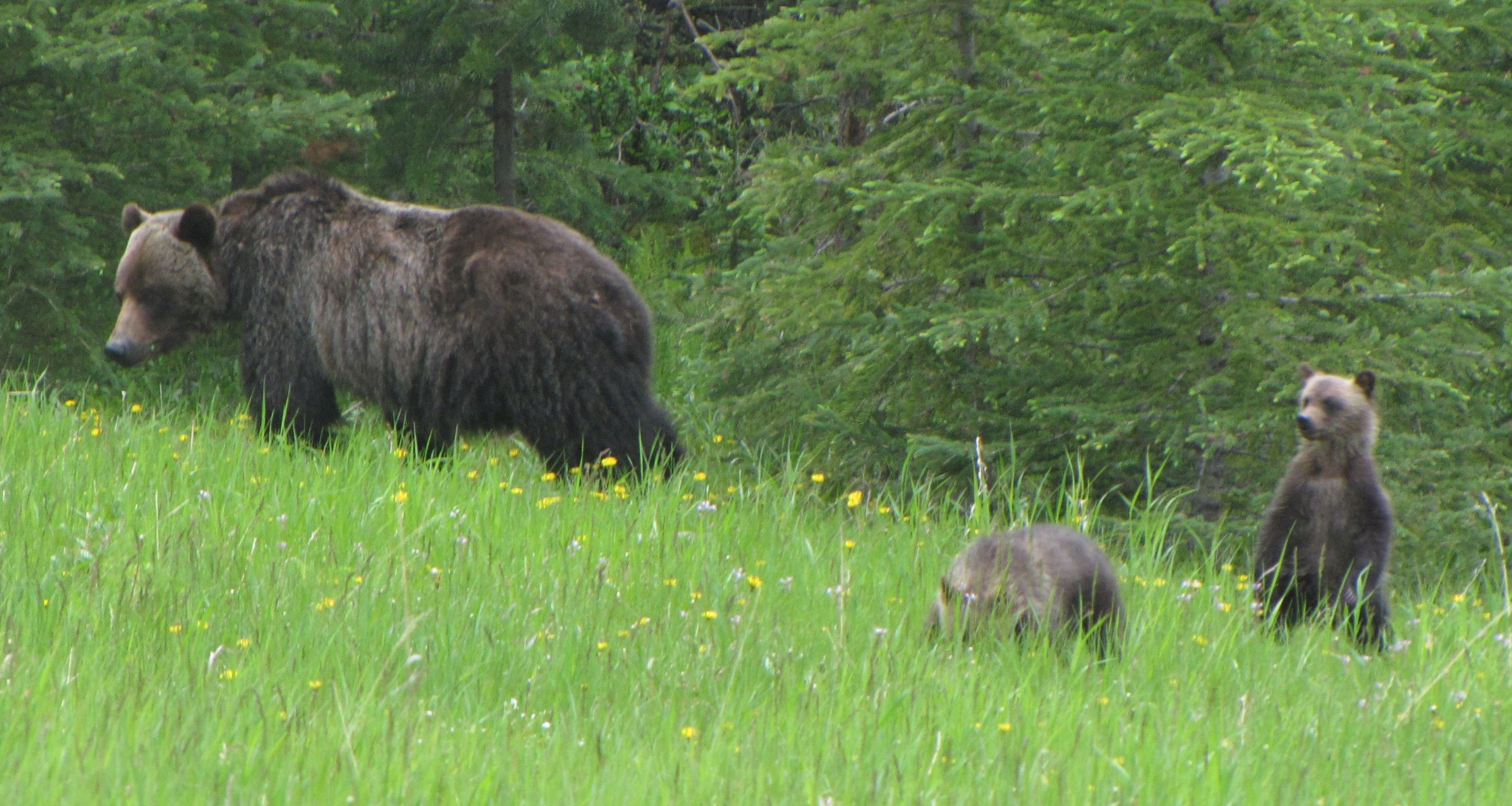
Ведмедиця гризлі та двоє дитинчат у Кананаскіс-Кантрі.